# Otakar Nožíř
Otakar Nožíř (12. března 1917 Ledeč nad Sázavou — 2. září 2006 Olomouc) byl český fotbalista, reprezentant, hráč Slavie Praha a SK Olomouc ASO.

## Sportovní kariéra
Nožíř, přezdívaný Špekula, přišel do Slavie na podzim roku 1934 ze Sparty Michle. Jeho první zájezd s klubem byl do severní Afriky, do Casablanky. Ve Slavii byl trochu ve stínu slavnějších spoluhráčů, jako byli Bican, Kopecký nebo Plánička. Ale své místo si zde našel, proslul hlavně svojí tvrdou hrou. Byl vysoký a dobrý hlavičkář. Slavnému pražskému klubu pomohl vyhrát tři mistrovské tituly a v roce 1938 Středoevropský pohár. V roce 1940 odešel ze Slavie do ASO Olomouc. Po druhé světové válce si připsal i dva starty za národní mužstvo. Konkrétně 29. září 1946 a 27. října 1946. V 50. letech 20. století hrál i za ČSSZ/Tatran Prostějov, kariéru ukončil v roce 1954 jako hráč DSO Spartak Olomouc.
Po skončení hráčské kariéry pracoval jako trenér.
Obdržel Cenu města Olomouce za rok 1999 v oblasti sportu.

## Ligová bilance
| Ročník                 | Zápasy | Góly | Klub            |
| ---------------------- | ------ | ---- | --------------- |
| Státní liga 1936/1937  | -      | 0    | SK Slavia Praha |
| Státní liga 1937/1938  | -      | 1    | SK Slavia Praha |
| Státní liga 1938/1939  | 17     | 0    | SK Slavia Praha |
| Národní liga 1939/1940 | 9      | 0    | SK Slavia Praha |
| Národní liga 1940/1941 | -      | 2    | SK Slavia Praha |
| Národní liga 1941/1942 | -      | 3    | SK Olomouc ASO  |
| Národní liga 1942/1943 | -      | 1    | SK Olomouc ASO  |
| Národní liga 1943/1944 | 14     | 2    | SK Olomouc ASO  |
| Národní liga 1943/1944 | 1      | 0    | SK Slavia Praha |
| Státní liga 1946/1947  | -      | 0    | SK Olomouc ASO  |
| CELKEM 1. liga         | 104    | 9    |                 |

## Největší úspěchy
- mistr ligy: 1935, 1937, 1940
- vítěz Středoevropského poháru: 1938